# Loving the Alien
Singles de David Bowie
This Is Not America
(février 1985) Dancing in the Street
(août 1985)
Loving the Alien est une chanson de David Bowie parue en 1984 sur l'album Tonight.
Elle est également éditée en single par EMI en mai de l'année suivante et se classe no 19 des ventes au Royaume-Uni.

## Fiche technique

### Titres
| 1. | Loving the Alien (Remixed Version) | David Bowie                | 4:43 |
| 2. | Don't Look Down (Remixed Version)  | Iggy Pop, James Williamson | 4:04 |

| 1. | Loving the Alien (Extended Dance Mix) | David Bowie                | 7:27 |
| 2. | Don't Look Down (Extended Dance Mix)  | Iggy Pop, James Williamson | 4:50 |
| 3. | Loving the Alien (Extended Dub Mix)   | David Bowie                | 7:14 |

### Musiciens
Suivant O'Leary :
- David Bowie : chant
- Carlos Alomar : guitare
- Derek Bramble : guitare, basse, synthétiseurs (Oberheim OB-Xa, Yamaha DX7, Roland Jupiter-8)
- Rob Yale : synthétiseur (Fairlight CMI)
- Carmine Rojas : basse
- Omar Hakim : batterie
- Guy St Onge : marimba
- Sammy Figueroa (en) : percussions (wood-blocks, congas)
- Mark Pender (en) : trompette
- The Borneo Horns :
  - Stan Harrison (en) : saxophone alto
  - Lenny Pickett : saxophone ténor
  - Steve Elson : saxophone baryton
- Robin Clark (en), Curtis King, George Simms : chœurs
- Arif Mardin : arrangements des cordes
- musiciens inconnus : violon, alto, violoncelle et contrebasse

### Équipe de production
- David Bowie : producteur
- Derek Bramble : producteur
- Hugh Padgham : producteur, ingénieur du son
- Steve Thompson (en) : remixage, production supplémentaire
- Michael Barbiero (en) : remixage
- Alex Haas : assistant ingénieur du son
- Shoot That Tiger! : direction artistique et conception de la pochette
- Steve Rapport : photographie
- Mick Haggerty (en) : pochette originale de l'album Tonight

### Classements
| Classement                             | Meilleure position |
| -------------------------------------- | ------------------ |
| Allemagne (Media Control AG)           | 27                 |
| Belgique (Flandre Ultratop 50 Singles) | 14                 |
| Nouvelle-Zélande (RMNZ)                | 35                 |
| Pays-Bas (Single Top 100)              | 25                 |
| Royaume-Uni (UK Singles Chart)         | 19                 |

## Reprises
En 2021, Peter Frampton reprend la chanson sur son album Frampton Forgets The Words.